# أنيتا راب
أنيتا راب (بالنرويجية البوكمول: Anita Rapp)‏ (24 يوليو 1977 بليلهامر في النرويج - ) هي لاعبة كرة قدم نرويجية في مركز الدفاع، شاركت في الألعاب الأولمبية الصيفية 2000.

## وصلات خارجية
- أنيتا راب على موقع الاتحاد الدولي (مؤرشف)  (الإنجليزية)
- أنيتا راب على موقع اتحاد النرويج (النرويجية)
- أنيتا راب على موقع قاعدة بيانات كرة القدم.إي يو (الإنجليزية)
- أنيتا راب على موقع Soccerway.com (الإنجليزية)
- أنيتا راب على موقع عالم كرة القدم.نت (الإنجليزية)
- أنيتا راب على موقع اللجنة الأولمبية الدولية (الإنجليزية)
- أنيتا راب على موقع أوليمبيديا (الإنجليزية)